# 爱因斯坦家族
爱因斯坦家族是著名物理学家阿尔伯特·爱因斯坦（Albert Einstein，1879-1955）的家族。爱因斯坦的七世祖雅各布·威尔是他有记录以来最年长的亲戚，出生于17世纪末，这个家族一直延续至今。阿尔伯特·爱因斯坦的曾曾祖父Löb Moses Sontheimer（1745-1831），也是斯图加特著名男高音歌唱家海因里希·索尼姆（1820-1912）的祖父。

## 波琳·科赫（阿爾伯特的母亲）
波琳·爱因斯坦（1858年2月8日－1920年2月20日），是物理学家阿尔伯特·爱因斯坦的母亲。她出生在符腾堡王国的坎斯塔特。 她是犹太人，有一个姐姐「范妮」和两个哥哥「雅各布」和「凯撒」。她的父母於1847年結婚，分別是朱利叶斯·多尔兹巴赫（Julius Doerzbacher）和杰特·伯恩海默（Jette Bernheimer）。波琳的父亲来自杰本豪森（今格宾根市一帶），在经济条件温和的情况下长大。后来，他住在坎斯塔特，和他的兄弟海因里希在玉米贸易中发了一笔可观的财富，甚至成為了“皇家温腾堡宫廷供应商”。他们的母亲来自坎斯塔特，是一个安静和关心别人的人。

## 赫尔曼·爱因斯坦（阿尔伯特的父亲）
赫爾曼·愛因斯坦 (1847年8月30日–1902年10月10日)是阿爾伯特·愛因斯坦的父親，是個德系猶太人。

### 早年

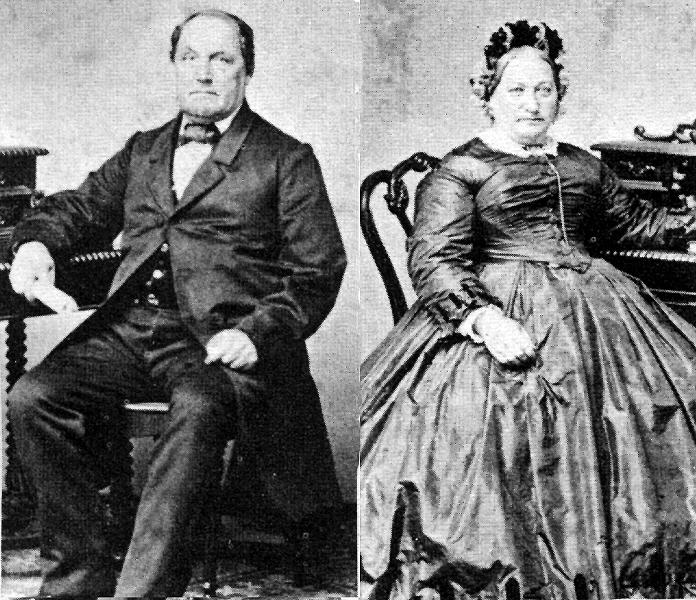
亞伯拉罕和妻子海倫

赫爾曼·愛因斯坦 (又稱赫爾曼·穆斯)，出生於符騰堡王國的布喬，父母分別是亞伯拉罕·愛因斯坦和海倫·穆斯(1814年7月3日至1887年8月20日)。
他在家中排行第四，有六個兄弟姐妹：
- Raphael (1839年12月3日 – 1842年1月15日)；男
- Jette (1844年1月13日 – 1905年1月7日)；女
- Heinrich (1845年10月12日 – 1877年11月16日)；男
- August Ignaz (1849年12月23日 – 1911年4月14日)；男
- Jakob (1850年11月25日 – 1912年)；男
- Friederike "Rika" (1855年3月15日 – 1938年6月17日)；女

14歲時，赫爾曼就讀斯圖加特地區首府的一所中學，並在學業上取得了成功。他對數學有濃厚的興趣，本來希望在此領域或相關領域學習，但是由於家庭的經濟狀況使他無法繼續接受教育，因此他決定棄學，並在斯圖加特開始了學徒生涯。